# John Kennedy (calciatore 1939)
John Kennedy (Newtownards, 4 settembre 1939) è un ex calciatore nordirlandese.

## Carriera
Kennedy iniziò la carriera al Distillery, con cui vinse la Irish League 1962-1963, ottenendo l'accesso alla Coppa dei Campioni 1963-1964, competizione che vide Kennedy ed il suo club eliminati ai sedicesimi di finale dal Benfica. Oltre al campionato Kennedy con il Distillery vinse una Ulster Cup, due City Cup ed una County Antrim Shield.
Nel marzo 1965 Kennedy si trasferisce in Scozia ingaggiato dal Celtic per 5.000£. Nel periodo al Celtic fu riserva di John Fallon, riuscendo a giocare solo nell'incontro di ritorno dei quarti di finale della Scottish League Cup 1965-1966 contro il Raith Rovers, terminato 4-0 a favore dei biancoverdi. La competizione fu poi vinta dal Celtic ed è l'unica vinta sul campo da Kennedy durante la sua permanenza nel club di Glasgow.
Nell'estate 1967 si trasferisce in prestito, su richiesta dell'allenatore-giocatore John Colrain, agli statunitensi del Detroit Cougars, che in realtà era il club nordirlandese del Glentoran che disputò nelle veci dei Cougars il campionato nordamericano organizzato dalla United Soccer Association: accadde infatti che tale campionato fu disputato da formazioni europee e sudamericane per conto delle franchigie ufficialmente iscritte al campionato, che per ragioni di tempo non avevano potuto allestire le proprie squadre. I Cougars chiusero il torneo al quarto posto della Eastern Division, non qualificandosi per la finale.
Terminata l'esperienza americana, Kennedy viene ingaggiato dal Lincoln City, sodalizio militante in Fourth Division. Nella stagione d'esordio ottenne il tredicesimo posto finale, esordendo con il City il 19 agosto 1967 nel pareggio casalingo per 1-1 contro l'Aldershot. Il miglior piazzamento che Kennedy ottenne con il suo club fu il quinto posto nella Fourth Division 1971-1972.
Nel 1974 Kennedy lasciò il City per accasarsi nell'altro club di Lincoln, il Lincoln Utd, club in cui chiude la carriera agonistica nel 1976.

### Nazionale
Dal 1961 al 1965 disputato sette incontri, subendo 15 reti, con la selezione dilettanti del Nord Irlanda.
Nel 1964 partecipa con la nazionale olimpica di calcio del Regno Unito alle qualificazioni qualificazioni ai Giochi della XVIII Olimpiade, giocando entrambi gli incontri nel primo turno eliminatorio contro la Grecia, che videro prevalere gli ellenici.

## Palmarès
- Campionato nordirlandese di calcio: 1

Distillery: 1963
- Ulster Cup: 1

Distillery: 1958
- City Cup: 2

Distillery: 1960, 1963
- County Antrim Shield: 1

Distillery: County Antrim Shield 1963-1964
- Scottish League Cup: 1

Celtic: 1966